# U.S. Route 83
Pour les articles homonymes, voir Route 83.
La U.S. Route 83 (US 83) est une US Route sud–nord importante parcourant 1 885 miles (3 034 km) dans le centre des États-Unis. Seules quatre autres US Routes sud–nord sont plus longues: la US 1, la US 41, la US 59 et la US 87, mais la US 83 suit un tracé vers le nord plus droit que ces autres routes. Près de la moitié de sa distance est au Texas.
Le terminus sud de la route est au Veterans International Bridge à la frontière mexicano-américaine à Brownsville, Texas et le terminus nord de la route est à la frontière canado-américaine au nord de Westhope, Dakota du Nord. Au-delà de la frontière, la route se poursuit comme PTH 83 au Manitoba. Ensemble, la US 83 et la PTH 83 constituent une route portant le même numéro sur une distance de 3 450 km (2 140 mi).
Malgré sa longueur, la US 83 a très peu de multiplex avec des autoroutes inter-états. En raison de la faible étendue de population et du tracé rural de la route, aucun segments n'a été mis hors service.

## Description du tracé
|       | mi    | km    |
| ----- | ----- | ----- |
| TX    | 906   | 1 459 |
| OK    | 36    | 58    |
| KS    | 277   | 366   |
| NE    | 223   | 359   |
| SD    | 240   | 386   |
| ND    | 262   | 422   |
| Total | 1 885 | 3 034 |

### Texas

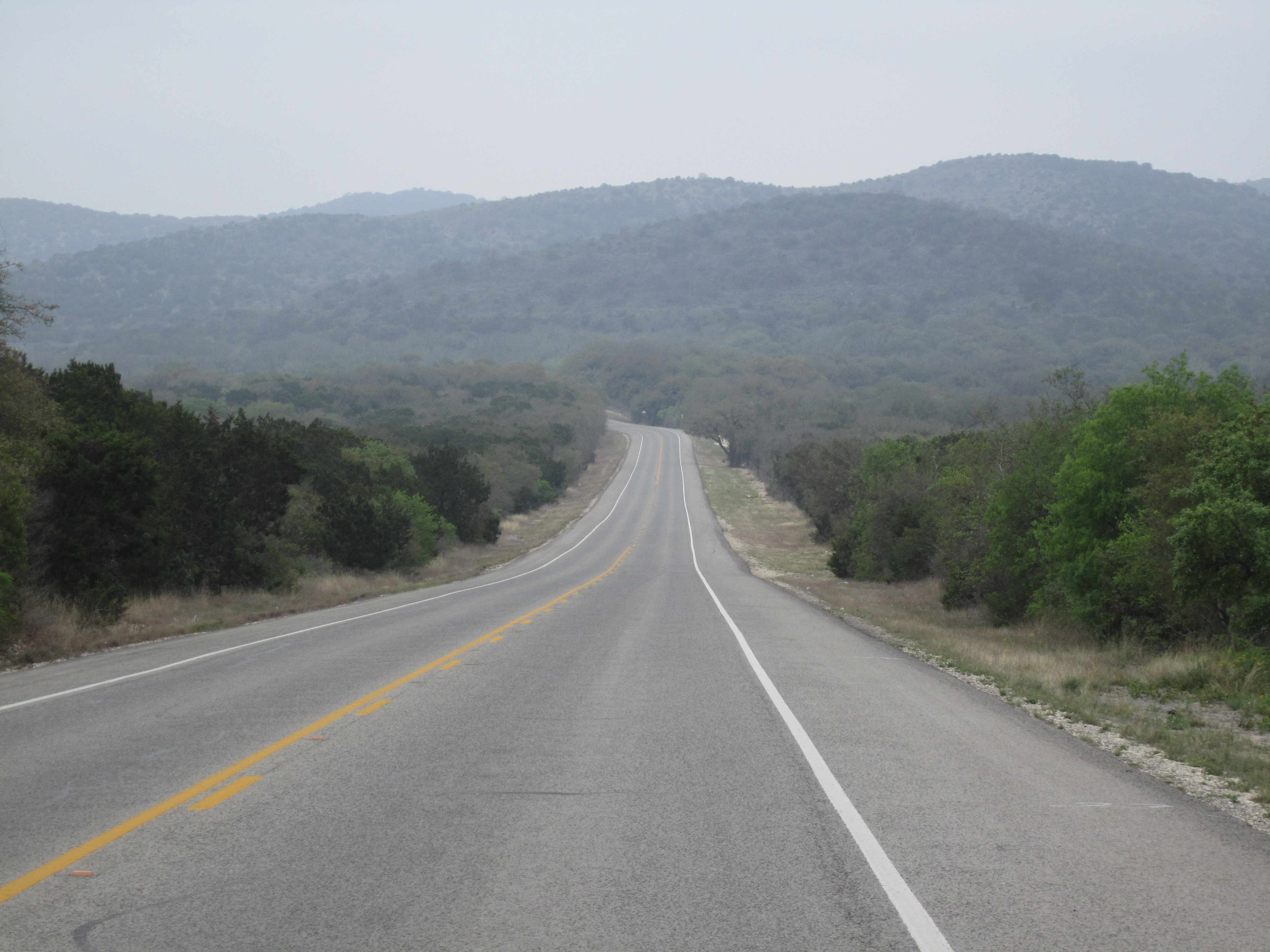
US 83 dans les montagnes du Texas

La US 83 est majoritairement une route sud–nord (893 miles; 1 437 km) au Texas, à l'exception d'un segment parallèle au Rio Grande, où la route adopte une orientation est–ouest, en grande partie en multiplex avec l'I-2.
Elle débute à la frontière avec le Mexique près de Brownsville, en multiplex avec l'I-69E / US 77. Elle se sépare de l'I-69E / US 77 à Harlingen, où elle rejoint l'I-2. Elle se dirige vers l'ouest et passe par Weslaco, Pharr, McAllen et Peñitas, où l'I-2 prend fin et où la US 83 se poursuit vers l'ouest. Elle longe le Rio Grande jusqu'à Laredo où elle rencontre l'I-35 et forme un multiplex avec celle-ci, vers le nord, jusqu'à Botines. À partir de là, elle se dirige vers le nord-ouest jusqu'à Carrizo Springs, puis, vers le nord jusqu'à Junction. Elle y forme un court multiplex avec l'I-10 et continue vers le nord jusqu'à Abilene, en passant par Menard et Ballinger.
À l'est de Tuscola, elle rencontre la US 84 et forme un multiplex avec celle-ci. Les routes contournent Abilene par l'ouest et rejoignent la US 277 au sud-ouest du centre-ville. La US 84 quitte le multiplex à l'ouest du centre-ville et la US 83 / US 277 se poursuit vers le nord jusqu'à Anson. Là, les routes se séparent et la US 83 se continue vers le nord-ouest. Elle passe par Aspermont, Guthrie et Paducah, où elle rejoint la US 62 pour former un multiplex vers le nord jusqu'au sud de Wellington. La US 83 poursuit ensuite seule son tracé en passant par Shamrock, Wheeler, Canadian et Perryton. Au nord de cette dernière ville, la route entre en Oklahoma.
À l'exception des segments à Laredo, Abilene et quelques petites villes de la Vallée du Rio Grande, la US 83 est une route très rurale.

### Oklahoma
La US 83 traverse le Panhandle de l'Oklahoma sur une courte distance de 37 miles (60 km). Environ 10 miles (16 km) au nord de la frontière avec le Texas, la US 83 croise la US 412. Elle continue vers le nord et croise la US 64 à Turpin. Les deux routes forment un multiplex sur trois miles (4,8 km) vers le nord jusqu'à une intersection avec la US 270. Là, la US 64 quitte la US 83 alors que la US 270 la rejoint. La US 83 / US 270 atteint ensuite la frontière avec le Kansas, six miles (9,7 km) au nors.

### Kansas
La US 83 entre au Kansas au sud de Liberal. Là, elle croise la US 54 et la US 270 se termine. La route continue au nord de Liberal, où elle forme un multiplex avec la US 160 jusqu'à Sublette. La US 83 se poursuit et passe par Garden City et Oakley, où elle rencontre l'I-70. Au nord de l'I-70, elle croise la US 24 et bifurque vers le nord-est. Elle passe par Rexford et Selden après quoi elle reprend un alignement vers le nord. Elle traverse Oberlin et, au nord de cette communauté, elle atteint la frontière avec le Nebraska.

### Nebraska
La US 83 entre au Nebraska au sud de McCook, où elle rencontre la US 6 et la US 34. Elle continue vers le nord jusqu'à North Platte où elle croise l'I-80 et la US 30. Après avoir quitté North Platte par le nord-est, elle bifurque au nord près de Thedford et traverse les Sand Hills jusqu'à Valentine. Un peu avant Valentine, elle forme un multiplex avec la US 20. Après avoir passé par Valentine, elle continue vers le nord et entre au Dakota du Sud.

### Dakota du Sud
La US 83 entre au Dakota du Sud au sud d'Olsonville dans la Réserve indienne de Rosebud. Après un bref multiplex avec la US 18 à Mission, la route reprend la direction du nord et rencontre l'I-90 à Murdo. Elle forme un multiplex avec l'autoroute vers l'est jusqu'à Vivian, où la US 83 reprend la direction du nord. À Fort Pierre, la route rencontre la US 14. Les routes forment un multiplex afin de traverser la rivière Missouri et entrent à Pierre. La US 14 / US 83 continue vers le nord-est jusqu'à Blunt, où elles se séparent. La US 83 se dirige vers le nord en passant près de Gettysburg, à Selby, à Mound City et à Herreid. Au nord de la ville, la route atteint la frontière avec le Dakota du Nord.

### Dakota du Nord
La US 83 entre au Dakota du Nord au sud-ouest de Hague. Elle se dirige vers le nord en traversant les petites villes de Strasburg et de Linton avant d'atteindre l'I-94. Elle forme un multiplex avec l'I-94 vers l'ouest, jusqu'à Bismarck. Là, la route reprend une orientation vers le nord. À Wilton, elle bifurque vers le nord-ouest jusqu'à Coleharbor, après avoir passé par Washburn et Underwood. Elle passe sur une chaussée séparant le Lac Sakakawea du Lac Audubon. Après les lacs, la route continue vers le nord en passant par Max et South Prairie, jusqu'à Minot.
La US 83 traverse complètement Minot et passe ensuite à l'est de la Minot Air Force Base. Elle se poursuit vers le nord sans croiser aucune ville majeure sur son tracé. Elle atteint une intersection avec la ND 5 et la ND 256, où elle bifurque vers l'est. Environ 16 miles (25 km) plus loin, elle reprend la direction du nord jusqu'à la frontière canadienne. Elle traverse Westhope et prend fin alors qu'elle atteint la frontière. Au-delà de la douane, elle se poursuit comme PTH 83 vers Virden, au Manitoba.

## Intersections majeures
Texas
 US 77 au Veterans International Bridge à la frontière mexicano-américaine à Brownsville. Les routes forment un multiplex jusqu'à Harlingen.
 I-69E à Brownsville. Les routes forment un multiplex jusqu'à Harlingen.
 I-169 à Brownsville
 I-2 à Harlingen. Les routes forment un multiplex jusqu'au nord d'Abram-Perezville.
 I-69C / US 281 à Pharr
 I-35 à Laredo. Les routes forment un multiplex jusqu'à Botines.
 I-69W / US 59 à Laredo
 US 277 à Carrizo Springs
 US 57 à La Pryor
 US 90 à Uvalde
 I-10 au nord-ouest de Segovia. Les routes forment un multiplex jusqu'à Junction.
 US 377 à Junction. Les routes forment un multiplex jusqu'au nord de Junction.
 US 190 à Menard. Les routes forment un multiplex jusqu'au nord de Menard.
 US 87 à Eden
 US 67 à Ballinger. Les routes forment un multiplex dans la ville.
 US 84 à l'est de Tuscola. Les routes forment un multiplex jusqu'à Abilene.
 US 277 à Abilene. Les routes forment un multiplex jusqu'au nord d'Anson.
 I-20 à Abilene
 US 180 à Anson
 US 380 à Aspermont. Les routes forment un multiplex jusqu'au nord-ouest d'Aspermont.
 US 82 au sud de Guthrie
 US 62 / US 70 à Paducah. La US 62 / US 83 forment un multiplex jusqu'au nord de Childress.
 US 287 à Childress
 I-40 à Shamrock
 US 60 au sud de Canadian. Les routes forment un multiplex jusqu'au nord de Canadian.
Oklahoma
 US 412 à Bryan's Corner
 US 64 au sud de Turpin. Les routes forment un multiplex jusqu'au nord de Turpin.
 US 270 au nord de Turpin. La US 83 / US 270 forment un multiplex jusqu'à Liberal, Kansas.
Kansas
 US 54 à Liberal
 US 160 au nord-ouest de Kismet. Les routes forment un multiplex jusqu'au nord de Sublette.
 US 56 au sud-ouest de Sublette
 US 50 / US 400 à Garden City. Les routes forment un multiplex jusqu'au nord de Garden City.
 US 40 à Oakley. Les routes forment un multiplex dans la ville.
 I-70 au nord-ouest d'Oakley
 US 24 au sud-est de Gem
 US 36 à Oberlin
Nebraska
 US 6 / US 34 à McCook. Les routes forment un multiplex dans la ville.
 I-80 à North Platte
 US 30 à North Platte
 US 20 au sud-est de Valentine. Les routes forment un multiplex jusqu'à Valentine.
Dakota du Sud
 US 18 à Mission. Les routes forment un multiplex jusqu'à l'ouest de Mission.
 I-90 au sud-est de Murdo. Les routes forment un multiplex jusqu'au sud-ouest de Vivian.
 US 14 à Fort Pierre. Les routes forment un multiplex jusqu'au sud-ouest de Blunt
 US 212 à l'ouest de Gettysburg. Les routes forment un multiplex sur environ 0,9 miles (1,4 km).
 US 12 au sud de Selby. Les routes forment un multiplex jusqu'au nord-ouest de Selby.
Dakota du Nord
 I-94 à Sterling. Les routes forment un multiplex jusqu'à Bismarck.
 US 2 / US 52 à Minot
 PTH 83 à la frontière canado-américaine au nord de Westhope

## Routes auxiliaires
- US 183, route sud-nord de 2 010 km (1 250 mi) reliant Refugio, Texas à Presho, Dakota du Sud en passant par l'Oklahoma, le Kansas et le Nebraska.
- US 283, route sud-nord reliant Brady, Texas à Lexington, Nebraska en passant par l'Oklahoma et le Kansas.